# FAM69C
FAM69C‏ (Family with sequence similarity 69 member C) هوَ بروتين يُشَفر بواسطة جين FAM69C في الإنسان.